# 刘乐妍
劉樂妍（1981年3月23日—），台灣女藝人，祖籍湖北省宣恩縣，2016年轉往中國大陸發展，是前Fantasy 4團員。

## 經歷
劉樂妍出生於軍人世家，外祖父為空軍少將。劉樂妍從小就對表演產生濃厚的興趣，2003年首次擔任台北世界貿易中心展覽宣傳模特兒。
2005年5月，在台北國際婚紗喜宴博覽會被經紀人發掘，並與Stacy（周宥伶）、Tiffany（謝宜蓁）、Amy（安真佑）組成Fantasy 4。
2007年，與經紀人黃小郎合資成立盛世娛樂經紀公司。
近年轉往中國大陸發展演藝事業，經常在微博上發表親中華人民共和國政治言論，内容也由早年在噗浪Plurk認爲中華人民共和國是外國改爲在微博支持中華人民共和國。

## 爭議事件

### 私人生活
2010年8月，在噗浪Plurk表示弟弟已經前往國外工作，工作内容卻不可告人。
2013年8月27日，弟弟因詐騙中華人民共和國民眾財產被新竹檢警逮捕。
2016年8月，劉樂妍在Facebook指控中國大陸導演石筱磊及製片人田小山等8人曾以角色演出機會為藉口逼女星陪睡的惡行，並公布3段對話錄音檔為證，其中石筱磊還將劉樂妍關在飯店房間限制行動，甚至動手打人。
2020年7月，她在微博發文，分享在恩施州居往的家人傳來的情況，影片中，房屋接近被洪水淹沒。她並呼籲「請國家救救我的家人吧」。不過，其後中國大陸網軍集團帝吧砲轟劉樂妍，稱其「大驚小怪」，網友也反批評劉樂妍造謠，稱她試圖顛覆國家。
2021年8月，劉樂妍在抖音上被一名马来西亚籍教师搭讪，劉樂妍寻問了对方相關資訊后，得知对方祖籍河北，要求對方講中文，結果两人在身分認同的問題上產生歧異。对方反驳本身国籍与血統都不是中國人，是马来西亚人，抨击劉樂妍才是中国人，「繼續去吸你的中國老爹的老二」、「噁心可憐的台灣垃圾」。劉樂妍之後投訴中國媒體，打算讓對方不能在中國繼續教書。

### 政治立場相關
2011年，開通微博，並且在噗浪表示準備西進中國大陸搶人民幣，並為分不清中國和大陸而感到苦惱。她表示：“不過我真的覺得好煩，這些政治大人的事為什麼要搞我自我認同這麼麻煩。”同年6月發表微博稱弟弟已經被中國大陸通過長榮航空國際包機遣返回台。
2017年1月，中國人民解放軍遼寧艦北返途經臺灣海峽時，發言表示「我實在不懂，就算遼寧號開來臺灣海峽又怎樣？它喜歡逛逛看風景就讓它看吶」，隨後寫道「海又不要錢，我們也不會有什麼損失」、「他們只是不喜歡蔡英文而已，又不是不喜歡我們全部的人」，並問道「難道他們會帶走臺灣人可以撈的魚嗎？」、「他們怎麽可能會有什麽動作呀，兩岸是一家人啊」。有網友對此話相當反感，称「要移民就快，不送」，民進黨立法院立法委員黃偉哲、趙天麟亦以負面評論說「女星空有顏值，智商卻很低」。劉樂妍得知後也相當不滿，反批「他才有病吧」。
2017年9月，對於李明哲事件自稱「中國女藝人」的劉樂妍於個人臉書直言，「如果我是中國國家領導人，我一定會槍斃李明哲。」以及「如果他真的會死，因為你家屬這麼雞歪。共產黨不殺，都沒辦法在大陸人民面前立威嚴！」還質疑李明哲的妻子想要殺夫等偏激言論。
2017年12月19日，新黨發言人王炳忠、新思維中心主任侯漢廷等4人因違反中华民国《國家安全法》，遭調查人員带走调查。劉樂妍因此使用中國大陸“一直播”開直播，大罵中华民国總統蔡英文，后因“违反国家相关规定”封號1天，理由是“不許討論國家領導”。事後劉樂妍在微博反驳称：「我反台獨和大家再想辦法，解救我們的同胞，結果你說我違反國家規定？」「蔡英文是國家領導？我們罵蔡英文，結果你封我？今天是什麼日子啊？」
2018年2月，刘乐妍在Facebook发文，表示要在直播平台开骂，称“老板说我们可以尽情骂‘台独’，骂民进党骂蔡英文，骂到中国和平统一为止”，并力邀网友一起参与。不久后，刘乐妍的Facebook账号被限制无法发文30天，随后刘乐妍在微博上发文怒斥。
2018年9月30日，为庆祝中华人民共和国国庆节，中华统一促进党举办“欢欣鼓舞庆国庆”活动。刘乐妍也到场参与活动，并在宣传车上演唱《我是中国人》一曲。不过在集会举办期间，遭到台北警方的警告，但现场并未发生冲突。
2020年2月，刘乐妍稱「要放棄台灣國籍」，但後來改口稱「由於台灣不是一個國家，只是一個省籍，因而不需要放棄國籍」。
2020年3月3日，在Facebook發文回覆PTT網民：“我們家在臺灣一直這樣子頂天立地的當個中國人存在著。我們從來不是突然變成中國人的！”。

## 演出作品

### 電影
| 年份   | 片名             | 角色     |
| ------ | ---------------- | -------- |
| 2007年 | 《地下秩序》     |          |
| 2008年 | 《幫幫我愛神》   | 檳榔西施 |
| 2011年 | 《电哪吒》       | 瘋狗老婆 |
| 2012年 | 《俗辣英雄》     |          |
| 2012年 | 《候鸟来的季节》 |          |
| 2014年 | 《亲密的陷阱》   | 姚奕书   |
| 2017年 | 《宝岛情人劫》   | 智妍     |

### 電視劇
| 年份   | 播出頻道   | 劇名                | 角色   |
| ------ | ---------- | ------------------- | ------ |
| 2013年 | 衛視中文台 | 《幸福街第3號出口》 | 高琳達 |

### 主持节目
| 年份 | 播出頻道       | 節目名稱       |
| ---- | -------------- | -------------- |
| 2012 | 亞洲旅遊台     | 《F4遊台灣》   |
| 2005 | 東森綜合台     | 《布魯樂翻天》 |
| 2012 | 高點電視台     | 《幸福向前衝》 |
| 2007 | 世界衛星電視台 | 《校園突擊隊》 |
| 2007 | 亞洲旅遊台     | 《鐵馬東遊記》 |

### 著作
| 年份   | 書名                           | 出版社           | ISBN               |
| ------ | ------------------------------ | ---------------- | ------------------ |
| 2005年 | 《我們都是這樣長大的》         |                  |                    |
| 2012年 | 《天真浪漫瘋狂又可愛的劉樂妍》 | 墨力文化         | ISBN 9789868765610 |
| 2015年 | 《正妹沒告訴你的事》           | 風格司藝術創作坊 | ISBN 9789869178778 |

### 音乐专辑
| 專輯名稱       | 發行日期      | 唱片公司     | 語言 | 專輯類別 | 曲目           |
| -------------- | ------------- | ------------ | ---- | -------- | -------------- |
| 我要坏一点     | 2011年10月1日 | 禾广娱乐     | 国语 | EP、单曲 | 我要坏一点     |
| 深蹲下去捡肥皂 | 2014年1月10日 | 凱森文創娛樂 | 国语 | EP、单曲 | 深蹲下去捡肥皂 |
| 小女子有正能量 | 2017年1月16日 | 博雅传媒     | 国语 | EP、单曲 | 小女子有正能量 |
| CHINA          | 2017年10月1日 | 凱森文創娛樂 | 国语 | EP、单曲 | CHINA          |

### MV
- 2005年《愛神妃舞》
- 2010年施文彬《白目情人夢》饰演女主角
- 2011年《我要壞一點》
- 2015年《深蹲下去撿肥皂》

## 外部連結
- 刘乐妍的Facebook專頁
- 刘乐妍的新浪微博
- 刘乐妍在香港影庫上的簡介
- 刘乐妍在豆瓣上的资料（简体中文）
- 刘乐妍在时光网上的簡介（简体中文）